# Stories from floating worlds, Part 1: The turbulent years
Stories from floating worlds; Part 1: The turbulent years is een studioalbum van Gert Emmens. Hij nam het album met elektronische muziek uit de Berlijnse School op in zijn privégeluidsstudio in Arnhem in de periode juli 2016 tot en met januari 2017. De muziek bestaat uit ambientlagen, al dan niet ritmisch ondersteund door sequencers. Emmens kondigde aan dat er al een tweede en laatste deel in de planning lag.
Aandacht ging ook naar de platenhoes, het ontwerp van Liu Zishan deed sterk denken aan de hoezen van Roger Dean, bekend van de hoezen voor Yes en Asia.

## Musici
- Gert Emmens – ARP Instruments, Elektor Formant, Elektronika, Elka synthesizers, E-mu, Hohner, Jvr, Korg, Moog, Nord, Roland, Unost, Yamaha synthesizers en modulars, JvR sequencers, Technics digital piano, Tama drums en Paiste bekkens.

## Muziek
| Nr. | Titel                                       | Duur  |
| --- | ------------------------------------------- | ----- |
| 1.  | Wandering between floating worlds           | 12:00 |
| 2.  | Revolution                                  | 28:35 |
| 3.  | Why it was better to stay inside until dawn | 18:36 |
| 4.  | Signs from the underground                  | 11:47 |